# Искам те (албум на Лили Иванова)
„Искам те“ е двоен студиен албум на Лили Иванова, издаден през 1984 година от „Балкантон“ и разпространяван на две дългосвирещи плочи и аудиокасета. Двете плочи отговарят на каталожните номера BTA 11389 и BTA 11390, а аудиокасетата – на BTMC 7101.
На обложката както на плочите, така и на аудиокасетата е изписано само „Лили Иванова“, но за заглавие на албума в официалния сайт на певицата е посочено името на първата песен от албума, тъй като нерядко албумите от въпросния период не съдържат недвусмислено заглавие на албум, а само име на изпълнител. Песните са записани заедно с групите ФСБ, Макове, Импулс и Старт.

### Първа плоча (BTA 11389)

#### Първа страна
1. „Искам те“ (текст: Маня Иванова, музика: Тодор Филков, аранжимент: Румен Бояджиев)
2. „Откраднати мигове“ (текст: Волен Николаев, музика и аранжимент: Румен Спиров)
3. „Защо не сме едни и същи“ (текст: Асен Ошанов, музика и аранжимент: Найден Андреев)
4. „Остани“ (текст: Дамян Дамянов, музика и аранжимент: Рафи Жамакорцян)
5. „Илюзии“ (текст: Първолета Прокопова, музика: Владимир Наумов, аранжимент: Румен Спиров)

#### Втора страна
1. „Ако някой ден“ (текст: Стефан Банков, музика и аранжимент: Емил Коларов)
2. „Както никой друг“ (текст: Александър Петров, музика и аранжимент: Любомир Денев)
3. „Ще се повтаря любовта“ (текст: Александър Петров, музика и аранжимент: Найден Андреев)
4. „Март“ (текст: Павел Матев, музика: Александър Йосифов, аранжимент: Любомир Денев)
5. „Ела, любов“ (текст: Живко Колев, музика: Тодор Филков, аранжимент: Любомир Денев)

### Втора плоча (BTA 11390)

#### Първа страна
1. „Целувай ме“ (текст: Надежда Захариева, музика: Асен Гаргов, аранжимент: Румен Спиров)
2. „Изповед“ (текст: Петър Москов, музика и аранжимент: Рафи Жамакорцян)
3. „Последното листо“ (текст: Дамян Дамянов, музика и аранжимент: Найден Андреев)
4. „Ти идваше“ (текст: Стефан Банков, музика и аранжимент: Любомир Дамянов)
5. „Минах край една любов“ (текст: Йордан Янков, музика: Зорница Попова, аранжимент: Кузман Бирбучуков)

#### Втора страна
1. „За всичко“ (текст: Надежда Захариева, музика: Асен Гаргов, аранжимент: Румен Спиров)
2. „Видение“ (текст: Павел Матев, музика: Александър Йосифов, аранжимент: Любомир Денев)
3. „Смълчано море“ (текст: Димитър Керелезов, музика: Мария Ганева, аранжимент: Румен Спиров)
4. „Съдба за двама“ (текст: Богомил Гудев, музика и аранжимент: Развигор Попов)
5. „Недей ме пита“ (текст: Волен Николаев, музика: Тодор Филков, аранжимент: Любомир Денев)
6. „Обич“ (текст: Михаил Белчев, музика: Атанас Косев, аранжимент: Румен Спиров)

### Аудиокасета (BTMC 7101)

#### Страна А
1. „Искам те“ – 04:00
2. „Откраднати мигове“ – 03:35
3. „Илюзии“ – 03:35
4. „Ако някой ден“ – 03:20
5. „Март“ – 03:50
6. „За всичко“ – 02:55

#### Страна Б
1. „Целувай ме“ – 03:40
2. „Изповед“ – 03:25
3. „Съдба за двама“ – 03:40
4. „Последното листо“ – 4:25
5. „Ще се повтаря любовта“ – 05:20